# آلیشا چینای
آلیشا چینای (زادهٔ ۱۸ مارس ۱۹۶۵) خوانندهٔ پاپ هندی است که به خاطر آلبوم‌های ایندی-پاپ و همچنین خوانندگی پلی‌بک در سینمای هندی شناخته می‌شود. او فعالیت خوانندگی خود را با آلبوم «جادو» در سال ۱۹۸۵ آغاز کرد و در دههٔ ۱۹۹۰ به عنوان «ملکهٔ ایندی‌پاپ» شناخته شد. شناخته‌شده‌ترین ترانه‌های او در دههٔ ۱۹۹۰ با تهیه‌کنندگان آنو ملک و بیدو ساخته شدند. مشهورترین ترانهٔ او «ساخت هند» (Made in India) است.